# Kan Kobayashi
Kan Kobayashi (japanisch 小林 幹 Kobayashi Kan; * 27. April 1999 in Tokio, Präfektur Tokio) ist ein japanischer Fußballspieler.

## Karriere
Kobayashi erlernte das Fußballspielen in der Jugendmannschaft vom FC Tokyo. Die U23-Mannschaft des Vereins spielte in der dritten japanischen Liga, der J3 League. Bereits als Jugendspieler absolvierte er 22 Drittligaspiele. Anschließend spielte er in der Universitätsmannschaft der Universität Tsukuba. Am 1. Januar 2022 unterschrieb er einen Vertrag bei Albirex Niigata (Singapur). Der Verein ist ein Ableger des japanischen Zweitligisten Albirex Niigata, der in der ersten singapurischen Liga, der Singapore Premier League, spielt. In seiner ersten Profisaison absolvierte er 26 Erstligaspiele für Albirex.  Am Ende der Saison feierte er mit Albirex die singapurische Meisterschaft. Für Albirex bestritt er 26 Erstligaspiele. Zu Beginn der Saison 2023 unterschrieb er einen Vertrag bei den ebenfalls in der ersten Liga spielenden Young Lions.

## Erfolge
Albirex Niigata (Singapur)
- Singapurischer Meister: 2022